# 尚韦里
尚韦里（法語：Chanverrie，法語發音：[ʃɑ̃vɛʁi]）是法国旺代省的一个市镇，属于永河畔拉罗什区。该市镇于2019年由原市镇拉韦里和尚布勒托合并而成，行政中心位于拉韦里。

## 地名
“尚韦里”（Chanverrie）一名由原市镇尚布勒托（Chambretaud）和拉韦里（La Verrie）的名称中各取一部分合并而成（“尚”从“Cham”稍作改动变为“Chan”）。

## 地理
尚韦里（46°54'26"N, 0°59'39"W）面积59.41 平方千米，位于法国卢瓦尔河地区大区旺代省，该省份为法国西部沿海省份，北起大西洋卢瓦尔省和曼恩-卢瓦尔省，西临大西洋，南至滨海夏朗德省，东部及东南部与德塞夫勒省接壤。
与尚韦里接壤的市镇（或旧市镇、城区）包括：圣欧班德索尔莫、塞夫尔河畔莫尔塔涅、塞夫尔河畔圣洛朗、圣马洛迪布瓦、莱塞佩斯、莱塞比耶、拉戈布勒蒂耶尔、圣马丹德蒂约勒。
尚韦里的时区为UTC+01:00、UTC+02:00（夏令时）。

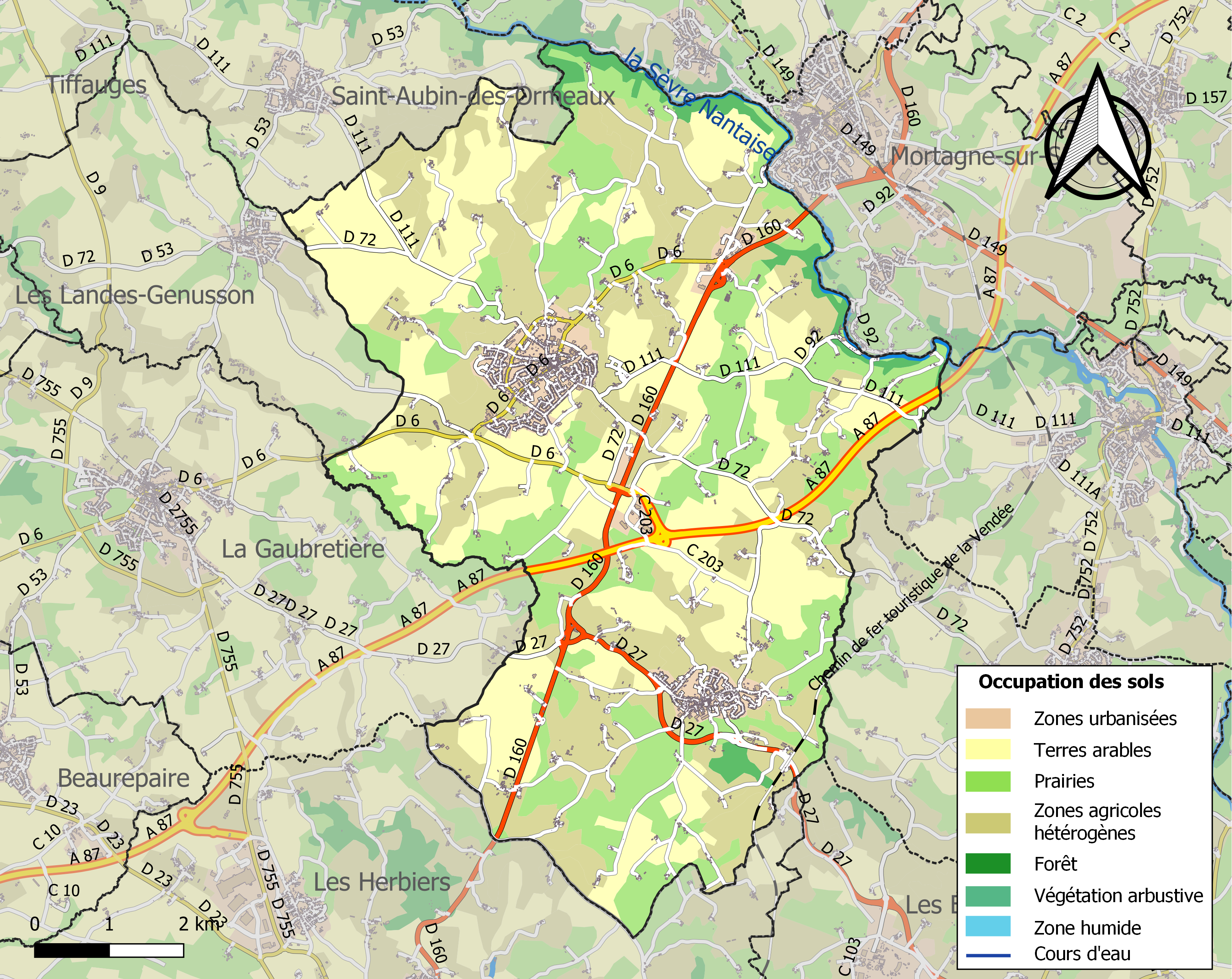
尚韦里的OSM定位图

## 行政
尚韦里的邮政编码为85130，INSEE市镇编码为85302。

## 政治
尚韦里所属的省级选区为塞夫尔河畔莫尔塔涅县。

## 人口
尚韦里于2022年1月1日时的人口数量为5580人。